# Ed Yong
Ed Yong est un journaliste scientifique britannique, écrivant dans divers journaux (New Scientist, The Times, WIRED, Slate, The Guardian, Nature, The Daily Telegraph, The Economist, etc.) et auteur du blog Not Exactly Rocket Science. Avec environ 200 000 consultations par mois, ce blog est l'un des plus populaires au Royaume-Uni en matière de vulgarisation scientifique. 
En 2021, Yong reçoit un prix Pulitzer pour le reportage d'explication (en) pour son travail autour de la pandémie de Covid-19.

## Œuvres
- 2016 : I Contain Multitudes: The Microbes Within Us and a Grander View of Life, Random House
- 2022 : An Immense World: How Animal Senses Reveal the Hidden Realms Around Us, Random House